# Blossia singularis
Blossia singularis är en spindeldjursart som först beskrevs av Lawrence 1965.  Blossia singularis ingår i släktet Blossia och familjen Daesiidae. Inga underarter finns listade.